# Batalha de Sapriporte
A Batalha de Sapriporte foi uma batalha naval travada em 210 a.C., durante a Segunda Guerra Púnica, a cerca de 20 quilômetros de Taranto, num local conhecido como Sapriporte, entre a frota romana e uma frota tarantina.

## Contexto histórico
Lívio descreve aquele momento específico da guerra que já vinha sendo travada por oito anos:
| “ | Não houve outro momento da guerra no qual cartagineses e romanos [...] se encontravam em grandes dúvidas entre a esperança e o medo. Na realidade, os romanos nas províncias, de um lado pela derrota na Hispânia, de outro pela vitória das operações na Sicília (212-211 a.C.), se dividiam entre a alegria e a dor. Na Itália, a perda de Taranto gerou perdas e muito temor, mas a vitoriosa defesa na cidadela contra todas as esperanças gerou grande satisfação (212 a.C.). O súbito choque e terror de ver Roma cercada e atacada logo depois foi trocado pela alegria da rendição de Cápua. Também a guerra ultramar estava equilibrada entre as partes [...]: [se de um lado] Filipe se tornou inimigo de Roma em um momento totalmente desfavorável (215 a.C.), novos aliados foram feitos, como os etólios e Átalo, rei da Ásia, quase como se a Fortuna já estivesse prometendo aos romanos o império do oriente. Da parte dos cartagineses, se contrapunha à perda de Cápua, a captura de Taranto e, se era motivo de glória para eles, a marcha até as próprias muralhas de Roma sem que ninguém pudesse interrompê-los; por outro lado o arrependimento pela empreitada vã e a vergonha de que, enquanto estavam sob os muros de Roma, por uma outra porta partiu um exército romano para a Hispânia. Na mesma Hispânia, quando se esperava que os cartagineses buscassem o fim da guerra e caçassem os romanos depois de haver destruído dois grandes generais, Públio e Cneu Cornélio, e seus exércitos [...] esta mesma vitória acabou inutilizada por causa de um general improvisado, Lúcio Márcio. E assim, graças às ações equilibradas do destino, de ambas as partes estavam intactos a esperança e o temor, como se, a partir daquele preciso momento, tivesse começado pela primeira vez a guerra inteira. | ” |
|   | — Lívio, Ab Urbe Condita XXVI, 37. |   |

## Casus belli
Neste período, como a fome na cidadela de Taranto estava se tornando intolerável, os defensores romanos e seu comandante, Marco Lívio Macato, haviam posto todas as suas esperanças num missão de suprimentos enviada a eles a partir da Sicília e, com o objetivo de permitir que estes navios de transporte pudessem navegar com segurança pelo litoral italiano, uma frota foi enviada até Régio, composta por cerca de vinte navios. À frente desta frota estava um tal Décimo Quíncio, nascido numa família obscura, mas famoso por outros atos de valor realizados até então. Inicialmente no comando de cinco navios, os maiores dos quais dois trirremes que lhe foram entregues pelo próprio Marco Cláudio Marcelo. Em seguida, como havia conduzida todas as suas ações com grande competência, sua frota foi reforçada por três quinquerremes. No final, o próprio, depois de ter pedido ajuda às cidades aliadas de Régio, Vélia e Pesto, conseguiu mais navios com base num tratado anterior, o que elevou o número de embarcações sob seu comando para vinte.
Ao encontro da frota romana, que estava a 15 milhas de Taranto, perto de Sapriporte, veio um certo Demócrates, à frente de uma frota de vinte navios. O comandante romano estava com as velas abertas, pois não previa uma batalha. Perto de Crotona e, em seguida, de Sibari, Quíncio havia embarcado remadores, dispondo de uma frota bem tripulada e bem armada. A frota inimiga só apareceu quando a força do vento já começava a diminuir, o que permitiu que Quíncio pudesse baixar suas velas e preparar seus remadores e soldados para a batalha.

## Batalha naval
| “ | Raramente outras frotas regulares se enfrentaram com tamanha violência, pois combatiam para decidir uma batalha cuja importância era maior que o da própria frota. | ” |
|   | — Lívio, Ab Urbe Condita XXVI, 39.8. |   |

Os tarantinos, que, depois de cerca de sessenta anos sob ocupação romana, esperavam conquistar também a cidadela, onde os romanos ainda estavam se defendendo, impedindo que provisões chegassem até lá conquistando o controle do mar. Os romanos, por outro lado, tentavam conservar o acesso marítimo à cidadela.
E, assim, dado o sinal em ambas as partes, os navios passaram a se lançar uns contra os outros com seus rostros. Eles depois lançavam uma espécie de garra de ferro contra o navio vizinho numa tentativa de prendê-lo e abordá-lo. A partir daí, a batalha era corpo-a-corpo e se mostrou bastante sangrenta. As proas permanecia ligadas pelos arpões e garras enquanto as popas se distanciavam e giravam empurradas pelos remos dos navios inimigos. Assim, em um espaço extremamente restrito, lanças e dardos voavam de um navio para o outro. O combate parecia muito mais uma batalha terrestre.
Lívio conta em seguida um episódio no qual dois navios, à frente das duas esquadras, se encontraram. No navio romano estava o próprio Quíncio e no tarantino, um tal Nicão, de sobrenome Percão, hostil aos romanos e que pertencia à facção que havia entregado Taranto a Aníbal. Ele conseguiu perfurar com sua lança o comandante romano que estava distraído incitando seus homens ao combate. Quíncio correu em direção à proa do navio. O vencedor tarantino passou para o navio romano, cuja tripulação estava desorientada pela perda de seu próprio capitão, e empurrou o inimigo, ocupando a proa. Os romanos, reunidos na popa, enfrentavam grandes dificuldades para defendê-la quando um outro trirreme inimigo se aproximou. O navio romano, cercado de ambos os lados, capitulou. Quando as outras embarcações romanas viram que o navio do comandante havia sido capturado, o terror se espalhou entre as tropas e todos os navios tentaram fugir e escapar o mais rapidamente possível da batalha. Algumas destas embarcações foram atacadas e afundadas em alto mar. Outras foram empurradas, pela força dos remos, para a terra, acabando aprisionadas pelos habitantes de Túrios e Metaponto. De todos os navios que seguiam a frota com os suprimentos, poucos foram capturados pelo inimigo e alguns fugiram para o alto mar.

## Consequências
Naquele mesmo dia, os combates em Taranto tiveram um destino completamente diferente. Enquanto cerca de quatro mil tarantinos estavam foram para recolher suprimentos nos campos, o comandante romano da cidadela, Marco Lívio, aproveitou a ocasião enviando 2 500 soldados sob o comando de Caio Pérsio. Eles pegaram os tarantinos dispersos e desorganizados nos campos e, depois de terem realizado um grande estrago, os poucos sobreviventes se reuniram perto da muralha da cidade. Por muito pouco, neste furioso assalto romano, a cidade não foi capturada.
Assim, em Taranto, a sorte beneficiou as duas partes. Os romanos venceram a batalha em terra e os tarantinos, no mar. E a possibilidade de provisionamento por mar escapou a ambas as partes.